# Корнілова Олександра Іванівна
Корнілова Олександра Іванівна (1917—2007) — радянський і український лікар-педіатр, акушер-гінеколог. Доктор медичних наук (1973), професор (1976). Заслужений діяч науки УРСР (1982). Протягом 34 років директор Інституту охорони здоров’я дітей та підлітків НАМН України.

## Біографія
Народилася 02(15).04.1917 в Харкові в родині робітника.
У 1940 році закінчила педіатричний факультет Харківського медичного інституту з відзнакою.
Лікарська діяльність розпочала з посади завдувачки жіночою і дитячою консультацією у в місті Мена Чернігівської області .
Під час Другої світової війни (1942–1944 рр.) працювала лікарем медичної частини автомобільного заводу «Урал», розташованого в місті Міас (Челябінська область, Росія).
Після визволення Харкова Олександра Іванівна повернулася до рідного міста та зосередилася на наданні  медичної допомоги інвалідам війни.
Бажання займатися науковою діяльністю, поглиблювати знання в галузі акушерства та гінекології спонукали  Олександру Іванівну до вступу в ординатуру при Харківському медичному інституті.

## Професійна діяльність
1949 року, після закінчення ординатури, приходить до Харківського НДІ охорони материнства і дитинства на посаду молодшого наукового співробітника.
З січня 1952 до лютого 1986 року Олександра Іванівна очолювала цю установу. За 34 роки керівництва, наукової, лікарської та організаторської діяльності  Корнілова О.І. виявила себе як ініціативний та талановитий організатор,  який добре розуміє першочергові потреби охорони здоров'я матері і дитини.
За часи керівництва Корнілової в установі  створюється колектив однодумців, розширюються клінічні бази інституту, створюється нові лабораторії, а  інститут здобуває репутацію провідного в галузі закладу.
1953 року Корнілова  захистила кандидатську дисертацію«Особливості вагінального мазка у жінок в різні терміни вагітності».
Важливим розділом наукових досліджень А.І. Корнілової в 50-х і початку 60-х років стали профілактика і лікування пізнього токсикозу вагітних, боротьба з кровотечами під час пологів.
За ініціативи А.І. Корнілової вперше в Україні було створено пологовий будинок для жінок з невиношуванням вагітності, з відділенням для недоношених дітей.
1965 року відбулася реорганізація інституту, він був перетворений в єдину в Радянському Союзі  наукову установу – Науково-дослідний інститут охорони здоров'я дітей та підлітків ім. Н.К. Крупської. Саме в цей час найбільш яскраво проявилися здібності А.І. Корнілової як організатора та науковця. Інститут розширювався, були відкриті нові відділи і лабораторії.
1966 року Корнілова очолила союзну  та республіканську проблемні комісії «Фізіологія і патологія підлітків», бо саме розробкою цих питань займався інститут під її керівництвом.
Як результат наведених Корніловою  обґрунтувань про  необхідність будівництва нових баз для інституту, 1970 року були виділені земельна ділянка  та кошти на будівництво клінічного і лабораторно-експериментального корпусу інституту. В 1974 році закінчилося будівництво
нових корпусів (клінічний, лабораторно-експериментальний) і у серпні 1974 року клініка на 220 ліжок прийняла перших пацієнтів.
1971 захистила докторську «Материнська смертність. Клінічне і соціально-гігієнічне дослідження», в якій був проведений глибокий аналіз структури материнської смертності в Україні, розкрито причини та запропановано конкретні заходи щодо її зниження.
1976 року Олександрі Івановні присвоєно звання професора.
У 1970-80-х роках А.І. Корнілова очолила проведення фундаментальних клініко-експериментальних досліджень, що були спрямовані  на розкриття нейро-ендокринних механізмів регуляції статевого дозрівання і його порушень, визначення спадкових і факторів середовища в формуванні гінекологічних захворювань в пре- і пубертатному періодах.
Велика увага Олександра Іванівна завжди приділяла підготовці кадрів. За час її керівництва інститутом виконано і захищено 32 докторських дисертації і 114 кандидатських.  Особисто А.І. Корнілової підготовлено 5 докторів і 12 кандидатів наук.
1978 року за ініціативи Корнілової з метою поліпшення підготовки фахівців в області підліткової медицини на базі інституту була створена перша в Радянському Союзі кафедра фізіології і патології підлітків Українського інституту удосконалення лікарів, яку Олександра Іванівна очолювала 10 років.
Наукову і педагогічну діяльність Олександра Іванівна поєднувала з великою громадською роботою. Вона була членкінею багатьох наукових рад: Вченої ради Міністерства охорони здоров'я, Ради регіонального відділення АН СРСР, спеціалізованої вченої ради при Харківському медичному інституті, правління республіканського та обласних наукових товариств дитячих лікарів та акушерів-гінекологів. Почесний член Товариства акушерів-гінекологів Болгарії
Неодноразово обиралася депутатом обласної, міської, районних рад народних депутатів Харкова.
Близько 30 років входила до складу редколегії журналу «Педіатрія, акушерство і гінекологія».

## Праці
Доробок професора А.І. Корнілової  складає  123 наукові роботи (монографії, підручники, методичні рекомендації). Вона є автором статтєй до Великої і Малої медичних енциклопедій, під її редакцією видано 17 міжвідомчих республіканських збірок «Охорона здоров'я дітей і підлітків».

## Відзнаки
За заслуги в області організації медичної допомоги жінкам та дітям О.І.Корнілова нагороджена орденом «Знак пошани», Почесною Грамотою Президії
Верховної Ради УРСР, їй присуджено почесне звання «Заслужений діяч науки і техніки УРСР».